# Кузнецов, Александр Николаевич (Герой Советского Союза)
Алекса́ндр Никола́евич Кузнецо́в (1923—1943) — старший сержант Рабоче-крестьянской Красной армии, участник Великой Отечественной войны, Герой Советского Союза (1943).

## Биография
Александр Кузнецов родился в 1923 году в селе Тропино (ныне — Колыванский район Новосибирской области). После окончания семи классов школы работал в колхозе. С 1936 года проживал и работал на Дальнем Востоке. В 1942 году Кузнецов был призван на службу в Рабоче-крестьянскую Красную армию. С июля того же года — на фронтах Великой Отечественной войны. Участвовал в Сталинградской и Курской битвах. К октябрю 1943 года гвардии старший сержант Александр Кузнецов командовал орудием 87-го гвардейского отдельного истребительно-противотанкового артиллерийского дивизиона 81-й гвардейской стрелковой дивизии 7-й гвардейской армии Степного фронта. Отличился во время битвы за Днепр.
25 сентября 1943 года Кузнецов переправился через Днепр в районе хутора Погребня Верхнеднепровского района Днепропетровской области Украинской ССР и принял активное участие в боях за захват и удержание плацдарма на его западном берегу. 7 октября, когда вражеские танки вышли в тыл расчёту, Кузнецов успешно вывел своих товарищей из окружения и продолжал вести огонь по противнику. 18 октября 1943 года он получил тяжёлое ранение осколками в грудь и 25 октября умер в госпитале. Похоронен в селе Ольховатка Кобелякского района Полтавской области Украины.
Указом Президиума Верховного Совета СССР от 26 октября 1943 года за успешное форсирование Днепра и удержание плацдарма на правом берегу гвардии старшему сержанту Кузнецову Александру Николаевичу присвоено звание Героя Советского Союза. Также был награждён орденом Ленина и медалью «За отвагу».

## Память
В честь Кузнецова названа улица в Колывани.